# Ricardo Pedriel
Ricardo Pedriel Suárez (n. 19 ianuarie 1987, Santa Cruz de la Sierra, Bolivia) este un fotbalist bolivian care este sub contract cu echipa boliviană Wilstermann.

## Carieră
A jucat pentru Steaua București în grupele UEFA Champions League, contabilizând un meci în această competiție. În sezonul 2009-2010 a fost împrumutat la echipa turcă Giresunspor.